# Батурский (посёлок)
 Батурский  — опустевший поселок в Арсеньевском районе Тульской области. Входит в Манаенское сельское поселение.

## География
Поселок находится в юго-западной части Тульской области на расстоянии примерно 28 км по прямой на юго-запад от районного центра поселка Арсеньево, прилегая с востока к селу Фурсово.

## История
Впервые отмечен на карте 1941 года как поселение с 6 дворами. По состоянию на 2020 год опустел.

## Население
Численность население составляла приблизительно 10 человек в 1982 году, 2 (русские 100 %) в 2002 году, 1 в 2010.